# Tephrina strenuata
Tephrina strenuata är en fjärilsart som beskrevs av Walker 1862. Tephrina strenuata ingår i släktet Tephrina och familjen mätare. Inga underarter finns listade i Catalogue of Life.